# Podještědí
Podještědí je dobrovolný svazek obcí v okresu Liberec, jeho sídlem je Český Dub a jeho cílem je vzájemná spolupráce a koordinace činností v oblasti rozvoje regionu. Sdružuje celkem 11 obcí a byl založen v roce 1999.

## Obce sdružené v mikroregionu
- Bílá
- Cetenov
- Český Dub
- Hlavice
- Janův Důl
- Křižany
- Osečná
- Proseč pod Ještědem
- Světlá pod Ještědem
- Všelibice
- Zdislava